# Заборовье (Каблуковское сельское поселение, Калининский район)
Заборо́вье — деревня в Калининском районе Тверской области. Входит в состав Каблуковского сельского поселения.

## География
Деревня находится на левом берегу реки Волга, на расстоянии 4 км к югу от села Каблуково, центра сельского поселения, и 19 км к юго-востоку от города Тверь, административного центра района и области.

### Часовой пояс
Деревня Заборовье, как и вся Тверская область, находится в часовой зоне МСК (московское время). Смещение применяемого времени относительно UTC составляет +3:00.

## Население
| 2008 | 2010 |
| ---- | ---- |
| 352  | ↘260 |

### Половой состав
Согласно результатам переписи 2002 года, в деревне проживало 280 человек (136 мужчин и 144 женщины).

## Улицы
| - ул. Волжская, - ул. Зелёная, - ул. Кооперативная, | - ул. Лесная, - ул. Новая, - ул. Ручейная. |